# Alquimia (cantante)
Alquimia, es una cantante mexicana que fusiona elementos de rock gótico con música electrónica, rock progresivo, y sonidos de inspiración mesoamericana. Su mayor éxito se encontró en las canciones Hasta el eden y Tu no estás, que formaron parte del llamado Rock En Tu Idioma. Inició su carrera artística en 1980 cantando baladas pop bajo el nombre artístico de Paola, posteriormente en 1988 se reinventó cambiando su nombre por Alquimia y lanzando su primer álbum de música rock.

## Actualidad
Alquimia se concentró en la grabación de Coatlicue, una producción en la cual se hizo ayudar por Arturo Romo y José Álvarez (Oxomaxoma) y Virolat en algunos cortes. El álbum en cuestión llegó a México por la vía de la importación, porque una vez concluida la grabación del mismo, la cantante viajó a Estados Unidos y de allí se establece en Inglaterra con la esperanza de hallar territorios más fértiles a su trabajo.
En Coatlicue.Godess of the Earth, ocupa el corte titular, una "suite" de nueve viñetas en donde la teclista plasma su interpretación acerca de la diosa Coatlicue y el rito existente alrededor de ella. Mediante atmósferas opresivas, densas texturas y complejas alfombras construidas a base de capas, más su voz utilizada como un instrumento, Alquimia describe sonoramente el espacio geográfico (Coatepec), el templo de Coatlicue (Tlilán), la danza de la mujer a sacrificar (Danza de Xilonem), el recorrido de esta rumbo al sacrificio (Procesión) y culmina de forma demencial y terrible (Sacrificio).
Coatilcue (Goddes of the Earth), logró un gran éxito en Inglaterra presentando el concierto en el British Museum en enero del 2010 con proyecciones y danzas mexicanas.
Actualmente "Alquimia" sigue radicando en el Reino Unido, con una larga carrera discográfica.

## Discografía
- Tú y yo (maxi), 1988
- Monstruos transparentes, 1988
- Coatlicue, Goddess of the Earth, 1991
- Lenguas Muertas 1995
- Wings of Perception 1996
- A Separate Reality 1999
- Move & Resonate 2000
- Angaelic Voices 2003
- Forever 2005
- Garden of Dreams 2006

- Datos: Q1282744